# 伊佩胡
伊佩胡（西班牙語：Ypejhú），是巴拉圭的城鎮，位於該國東部，由卡寧德尤省負責管轄，距離亞松森380公里，始建於1975年，面積1,213平方公里，2008年人口7,109，人口密度每平方公里5.6人。
23°53′S 55°26′W / 23.883°S 55.433°W